# Achille
se a te, qualunque cosa tu ordini, ceder dovessi.
Questi comandi ad altri rivolgi, a me no: dètta legge
agli altri, non a me: ch’io non sono disposto a ubbidirti.»
(Achille, Iliade, libro I. Traduzione di Vincenzo Monti)
Achille (in greco antico: Ἀχιλλεύς?, Achilléus; in latino Ăchillēs, -is), soprannominato piè veloce, piè rapido o divino, è un eroe leggendario della mitologia greca, protagonista della guerra di Troia descritta dall'Iliade.
Il mito di Achille è tra i più ricchi e antichi della mitologia greca: oltre all'Iliade, altre leggende hanno fatto proprio tale personaggio e si sono sforzate di completare il racconto della sua vita, inventando episodi che supplissero alle lacune dei poemi omerici. Via via si è venuto a formare un ciclo di Achille ricco di versioni sovente divergenti come, ad esempio, il fatto che spesso dormisse nella foresta di giorno; versioni che hanno ispirato i poeti tragici ed epici dell'antichità, fino all'epoca romana. Achille viene anche identificato col patronimico Pelìde, essendo egli figlio del mortale Peleo.

## Il mito

### Origine

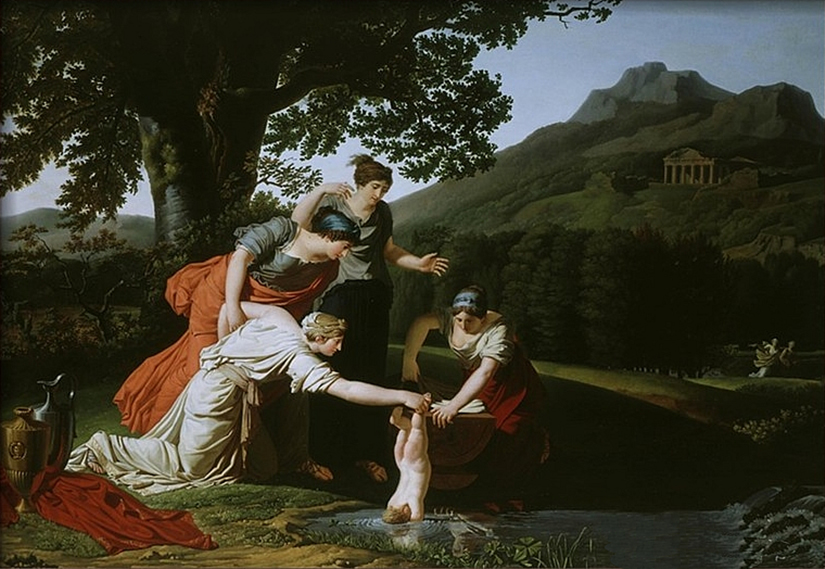
Teti immerge il figlio Achille nelle acque del fiume Stige, opera di Antoine Borel

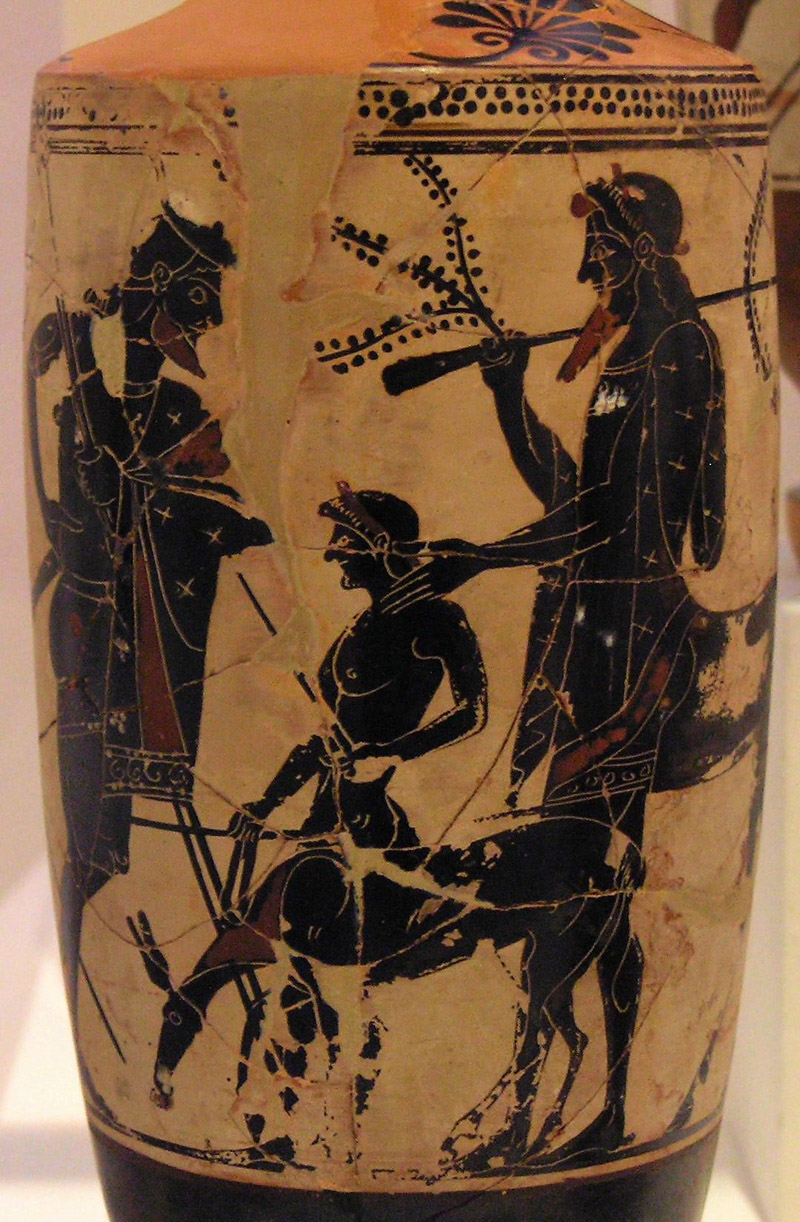
Peleo affida il giovane Achille al centauro Chirone, vaso a sfondo bianco e figure nere del pittore di Edimburgo, ca 500 a.C., da Eretria (Atene, Museo Archeologico Nazionale)

Achille era un semidio, essendo pronipote di Zeus e figlio del mortale Peleo, re dei Mirmidoni di Ftia (regione nel sud-est della Tessaglia) e della nereide Teti.
Zeus e Poseidone si erano contesi la mano di Teti fino a quando Prometeo (o, secondo altre fonti, Temi) profetizzò che la ninfa avrebbe generato un figlio più potente del padre. Per questo motivo essi dovettero rinunciare alle loro pretese e costrinsero Teti a sposare Peleo, giustamente convinti che il figlio di un mortale non avrebbe costituito una minaccia. Esiste una versione alternativa data da Le Argonautiche, nella quale Era allude alla resistenza e al rifiuto di Teti alle avance di Zeus, per rispetto al legame matrimoniale Era e Zeus.
Nel poema incompleto Achilleide di Publio Papinio Stazio del I secolo c'è una versione che non si trova in altre fonti, in base alla quale Teti, quando Achille nacque, lo immerse nel fiume Stige, per renderlo invulnerabile, tenendolo per un tallone: il bambino divenne così invulnerabile con l'eccezione di quel punto, che non era stato immerso (cfr. tallone di Achille). Non è chiaro se questa versione di Stazio fosse nota in precedenza.
In un'altra versione, citata nel Libro IV de Le Argonautiche, Teti, per rendere immortale il figlio, lo ungeva di giorno con l'ambrosia, mentre di notte, di nascosto da Peleo, ne bruciava le parti mortali del corpo nel fuoco per renderlo invulnerabile. Una notte, Peleo si svegliò e, vedendo il figlioletto agitarsi tra le fiamme, lanciò un urlo: Teti, adirata, gettò il bambino a terra e, veloce come il vento o come un sogno, se ne andò, immergendosi nel mare, senza fare più ritorno. Peleo, con l'aiuto del centauro Chirone, sostituì il tallone di Achille, rimasto ustionato, con l'astragalo (osso della caviglia tra la tibia e il calcagno) del gigante Damiso, celebre per la sua velocità nella corsa: da qui l'appellativo di "piè veloce" (podas ôkus) con cui l'eroe viene anche denominato.
Tuttavia nessuna delle fonti antecedenti Stazio fa riferimento alla sua invulnerabilità. Al contrario, nell'Iliade, Omero narra di un Achille ferito: nel libro XXI, l'eroe peonio Asteropeo, figlio di Pelegone, sfida Achille nei pressi del fiume Scamandro. Egli, ambidestro, scaglia due lance alla volta e la seconda colpisce Achille al gomito, facendogli sgorgare del sangue: «sfiora coll'altro il destro braccio dell'eroe, di nero sangue lo sprizza». Neanche in Etiopide, la Piccola Iliade e l'Iliou persis (La caduta di Ilio), poemi epici greci del ciclo troiano dove compare una descrizione della morte dell'eroe, c'è traccia della sua invulnerabilità o del suo famoso tallone. In alcuni successivi dipinti su vaso che raffigurano la sua morte, una o più frecce trafiggono il suo corpo.

### Istruzione
Peleo affidò Achille al centauro Chirone sul Monte Pelio affinché provvedesse alla sua crescita ed educazione. Sul magnifico Pelio il fanciullo ricevette le cure della madre del centauro Chirone, Filira, e di sua moglie, la ninfa Cariclo. Chirone provvide a cambiargli il nome in Achille: prima infatti era chiamato Ligirone, che significava "piangente".

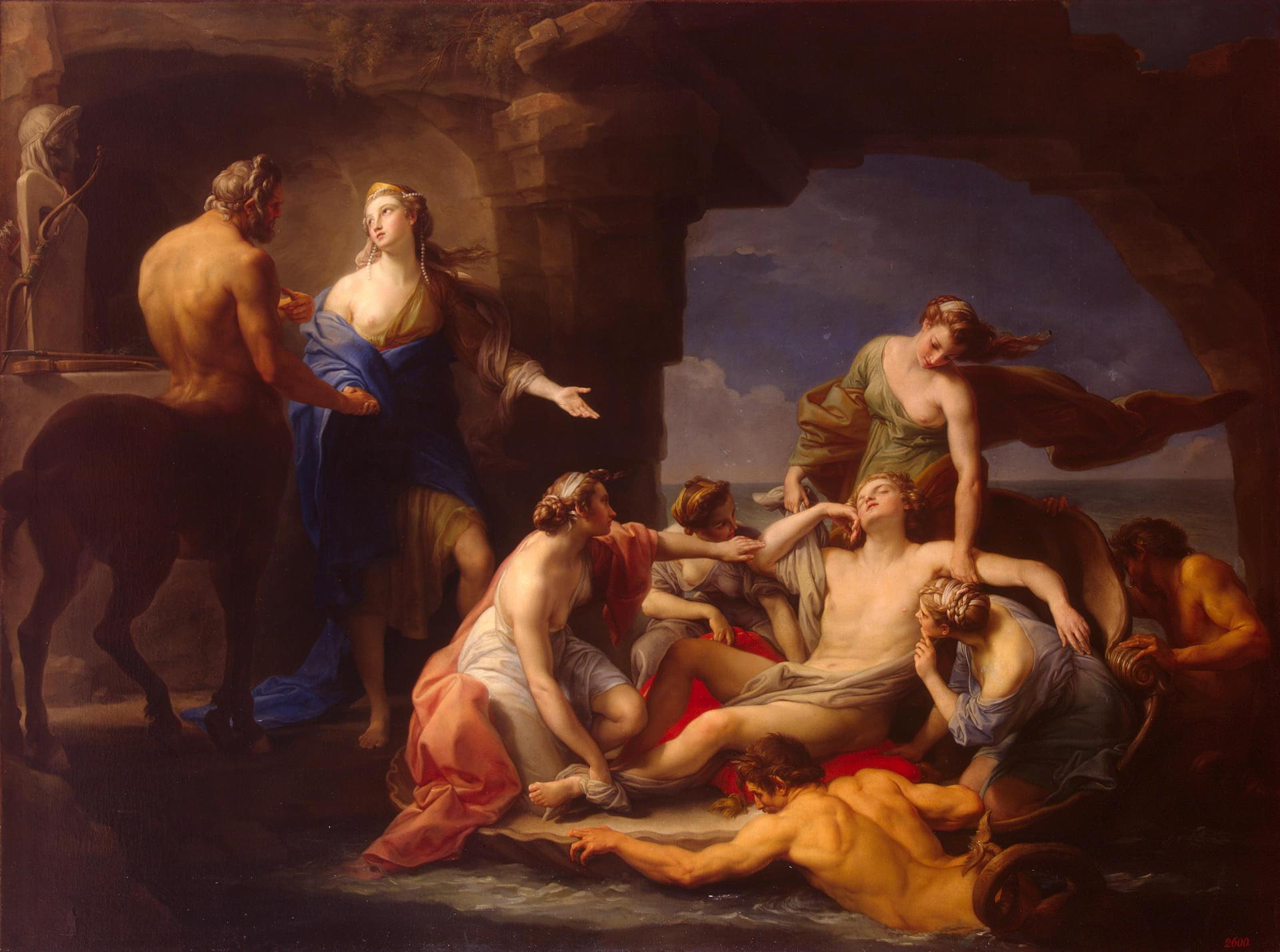
Teti richiama Achille dal Centauro Chirone, 1770, dipinto di Pompeo Batoni (San Pietroburgo, Ermitage)

Diventato più grande, Achille cominciò a esercitarsi nella caccia e nell'addestramento dei cavalli come pure nell'arte medica. Mentre imparava a cantare e a suonare la lira, Chirone lo addestrava alle antiche virtù: il disprezzo dei beni di questo mondo, l'orrore della menzogna, la moderazione, la resistenza alle cattive passioni e al dolore. Il centauro lo nutriva con midollo di leone e di cinghiale, per trasmettergli la forza e il coraggio di questi animali e con miele e midollo di cerbiatto per renderlo agile e veloce, ma al tempo stesso dolce e persuasivo.
Chirone gli insegnò a suonare perfettamente la forminx, strumento musicale a quattro corde simile alla cetra, mentre la musa Calliope lo istruì nel canto e nell'arte della pittura. Le doti del giovane eroe si rivelarono già all'età di sei anni quando, grazie ai consigli del suo maestro, uccise il primo cinghiale. Da quel momento il Pelide iniziò a portare continuamente nella grotta di Chirone le prede che cacciava. La sua bionda capigliatura splendeva al sole durante le corse e, quando si dava alla caccia, raggiungeva e abbatteva i cervi senza l'aiuto dei cani. Le sue doti stupivano persino le divinità Atena e Artemide, sbalordite dalla grazia e dalle capacità di quel fanciullo così piccolo
Durante questo periodo di educazione alla vita guerriera, Achille ebbe come inseparabile compagno Patroclo, il quale, benché fosse più grande di lui, non gli era superiore nella forza né poteva vantare la stessa nobile origine.
Contemporaneamente agli insegnamenti di Chirone, Achille apprese dal precettore Fenice l'arte dell'eloquenza e l'utilizzo adeguato delle armi. Secondo la tradizione omerica, il Pelide trascorse la sua giovinezza a Ftia, insieme al padre Peleo e all'anziano Fenice, che molto lo amava e lo considerava come un figlio; il poema ricorda anche l'episodio in cui Fenice offriva del vino al giovane eroe, il quale spesso lo risputava sulla sua tunica, ancora troppo giovane per poterlo gustare.
Sin da bambino, gli dei, che da tempo lo ammiravano e conoscevano il destino che l'attendeva, lo avevano avvisato sul suo futuro. Gli fu chiesto se preferisse vivere a lungo, ma senza gloria, o avere una vita breve e famosa per le imprese che avrebbe compiuto: il giovane Achille scelse quest'ultima opzione e il suo destino fu così segnato.

### Il rifugio a Sciro

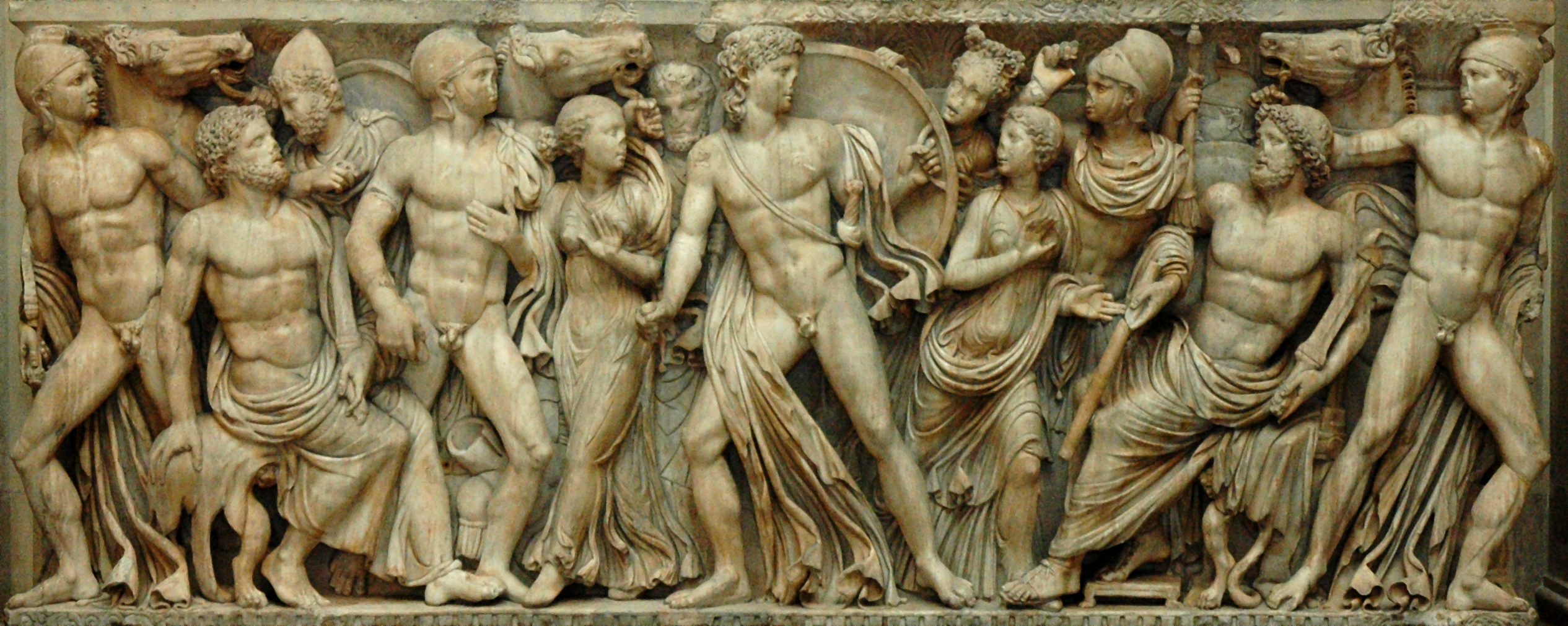
Achille tra le figlie di Licomede, da un sarcofago attico, 240 d.C. circa conservato al Louvre di Parigi

Quando Achille aveva nove anni, Calcante, un indovino che aveva tradito i Troiani per schierarsi dalla parte degli Achei, annunciò che Troia non avrebbe potuto essere conquistata senza l'aiuto del giovane tra le sue file. Teti (o secondo altre versioni Peleo), la quale era venuta a sapere di questa profezia, temendo la morte del figlio sotto le mura della città lo sottrasse alle cure di Chirone e lo portò presso il re Licomede a Sciro. Essendo Achille caratterizzato da una bellezza androgina, Teti gli fornì abiti femminili affinché venisse creduto una donna e lo fece vivere insieme alle figlie del re. Licomede era a conoscenza della verità, ma non disse nulla al riguardo accettando Achille di buon grado. 
Qui l'eroe rimase nove anni, venendo soprannominato Cercisera, Essa o Pirra (cioè la Fulva), a causa dei capelli di colore biondo ardente. Durante questo periodo, l'eroe si innamorò di Deidamia, una delle figlie di Licomede, la sposò e da lei ebbe un figlio, Pirro, che più tardi avrebbe preso il nome di Neottolemo. In base a un'altra leggenda, Neottolemo era figlio di Achille e di Ifigenia.
Intanto Odisseo, avendo anch'egli saputo dall'indovino Calcante che Troia non avrebbe potuto essere conquistata senza la partecipazione di Achille, fu incaricato insieme a Nestore e Aiace Telamonio di andare alla ricerca del giovane. Scoperto il suo nascondiglio, i tre si presentarono al cospetto di Licomede travestiti da mercanti, portando a Sciro stoffe e oggetti preziosi, adatti ai gusti femminili. Tuttavia, dentro una cesta lo scaltro Odisseo aveva messo anche alcune splendide armi, che Achille immediatamente scelse, finendo per rivelarsi. Secondo un'altra versione, mentre le fanciulle erano intente a scegliere articoli di ricamo e stoffe, Odisseo simulò un fragore di armi in mezzo all'harem di Licomede:  le ragazze fuggirono terrorizzate mentre Achille, conforme alla sua natura, si strappò di dosso le vesti femminili, si rivestì delle armi e uscì pronto a combattere. Teti e Peleo dovettero così rassegnarsi all'inevitabile destino del figlio e non ostacolarono più la sua vocazione di guerriero.
Al momento della sua partenza, Peleo fece voto di consacrare al fiume Spercheio, che bagnava il suo regno, i capelli del figlio se fosse tornato sano e salvo dalla spedizione. Teti, da parte sua, ripeté ad Achille il futuro che lo attendeva. Ma il giovane senza esitare confermò la decisione di molti anni prima e scelse la vita breve e gloriosa.
La dea consegnò all'eroe anche un'armatura divina, offerta un tempo da Efesto a Peleo come regalo di nozze e vi aggiunse i cavalli che Poseidone aveva portato come dono nella stessa occasione. Affiancò poi al figlio un compagno di nome Mnemone, la cui sola funzione era quella di impedirgli, con i suoi consigli, di uccidere un protetto di Apollo: un oracolo, infatti, aveva profetizzato che Achille sarebbe morto di morte violenta se l'avesse fatto: ma di questo eroe però non specificava il nome.
Teti infine gli proibì di sbarcare per primo sulla riva troiana, perché il primo a farlo sarebbe stato anche il primo a cadere vittima del nemico, sorte che toccò a Protesilao. Altre fonti, tuttavia, sostengono che, senza l'intervento della dea Atena, che lo trattenne, l'impetuoso eroe avrebbe dimenticato l'avvertimento e avrebbe anticipato chiunque altro.

### La prima spedizione e l'aiuto di Telefo

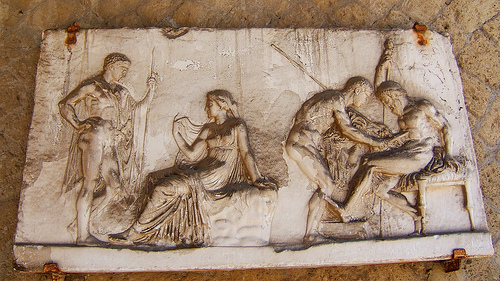
Achille all'oracolo di Delfi e mentre cura le ferite di Telefo, rilievo, I secolo a.C. (Napoli, Museo Archeologico Nazionale)

Dopo la sortita di Odisseo, Nestore e Patroclo presso il re Licomede, Achille si convinse a prendere parte alla spedizione di Troia, mettendosi a capo di una flotta di cinquanta navi con a bordo un contingente di Mirmidoni, accompagnato dall'amato Patroclo, dall'auriga Automedonte e dal precettore Fenice. Prima della partenza, su decisione dei capi, Achille assunse il comando supremo della flotta achea, sostenuto da Aiace Telamonio e da Fenice.
Nell'Iliade si narra che l'esercito acheo giunse a Troia direttamente dalla città di Aulide, in Beozia; alcune leggende successive narrano di un primo tentativo di sbarco che fallì completamente. La prima volta in cui la flotta lasciò Aulide per attaccare Troia, vi fu un errore sulla direzione da prendere e, anziché giungere nella Troade, gli Achei approdarono molto più a sud, nella Misia. Pensando di essere nella Troade, decisero di saccheggiare il paese, il cui re era Telefo, figlio di Eracle. Altre versioni sostengono che essi deliberatamente mossero contro i Misi prima di attaccare Troia, per impedire che Priamo potesse richiedere il loro aiuto.
Telefo fronteggiò gli invasori con il suo esercito, uccidendone molti tra cui Tersandro, figlio di Polinice, che aveva cercato di resistergli: Patroclo e Diomede riuscirono a strappare il suo cadavere ai nemici. Durante la lotta, Patroclo, colpito da una freccia scagliata dalle truppe nemiche, fu costretto a ritirarsi. Quando arrivò Achille, Telefo, spaventato, fuggì lungo le rive del fiume Caico: durante la fuga rimase impigliato in un ceppo di vite e cadde, venendo ferito alla coscia da Achille con un colpo di lancia.
Successivamente, resisi conto dell'errore, gli Achei si imbarcarono alla volta di Troia, ma non riuscirono a giungervi poiché una tempesta disperse la flotta. Achille, in particolare, si ritrovò a Sciro, presso Deidamia e il figlio. Durante gli otto anni trascorsi nella città, Achille ebbe modo di rivelare a Licomede del bambino avuto con Deidamia: il re impose ai due di sposarsi, anche per riparare alla nascita di Neottolemo che Achille aveva tenuto nascosto durante tutta la sua permanenza a Sciro sotto abiti femminili. Secondo un'altra versione, riportata nell'Iliade, dopo la tempesta che disperse l'intera flotta, Achille organizzò una spedizione contro la rocca di Sciro, insieme all'amato Patroclo, uccidendo il re Enieo e facendo numerosi schiavi.
Otto anni dopo, gli Achei riunirono di nuovo l'esercito, radunandosi questa volta ad Argo, ma non sapevano come raggiungere la Troade. Telefo, la cui ferita non guariva e al quale Apollo aveva predetto che «colui che lo aveva ferito lo avrebbe guarito», giunse dalla Misia ad Argo, travestito da mendicante e si offrì agli Achei di indicare loro il cammino se Achille avesse acconsentito a guarirlo. Avvertito da Calcante che solo Telefo avrebbe potuto condurli a Troia, Achille acconsentì: mise un po' della ruggine che si trovava sulla sua lancia sopra la ferita di Telefo, facendolo guarire. Come promesso, Telefo accompagnò gli Achei fino al loro sbarco nella Troade.

### Seconda spedizione

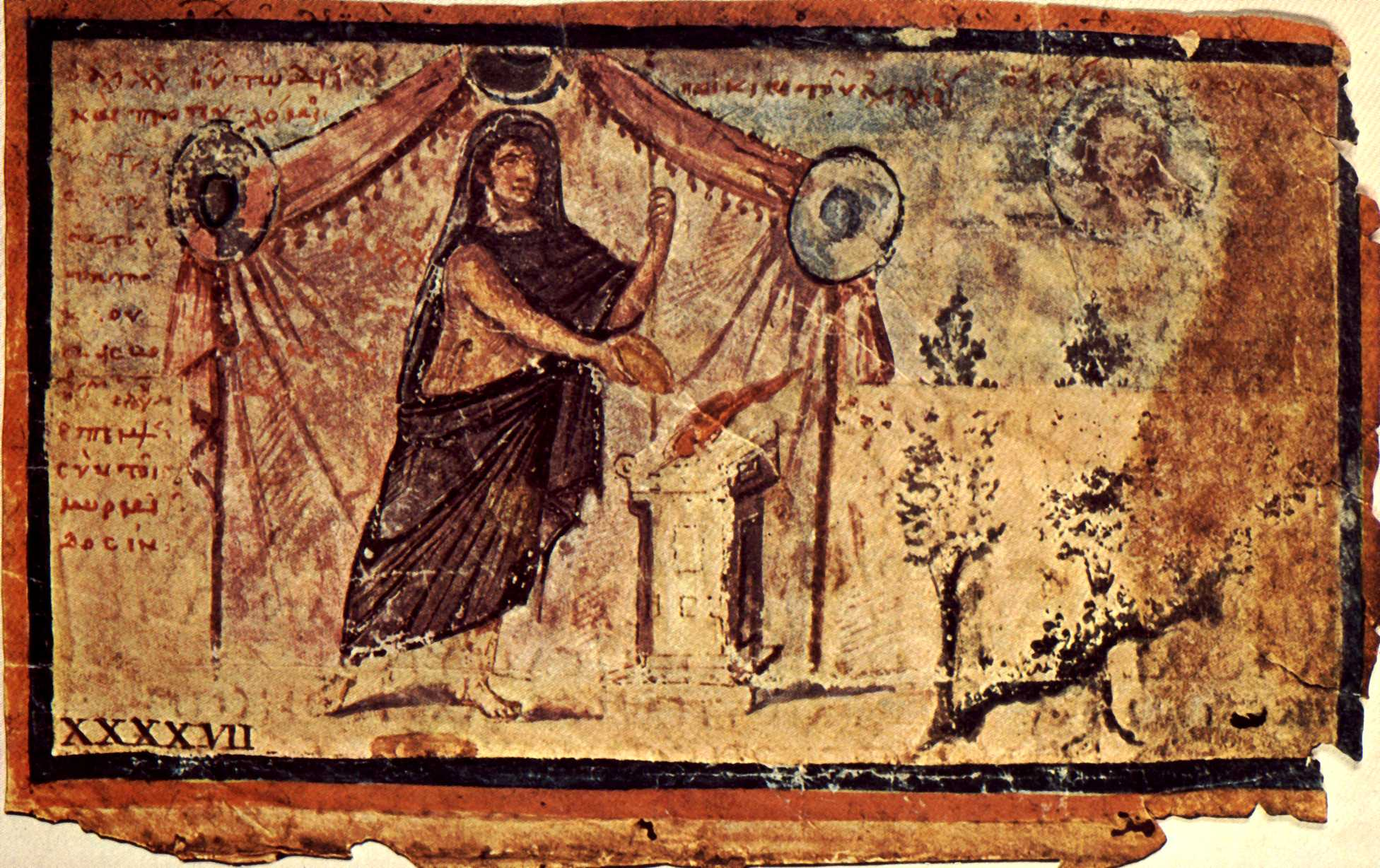
Achille offre un sacrificio a Zeus, dall'Iliade Ambrosiana, manoscritto del III-IV secolo d.C. (Milano, Biblioteca Ambrosiana)

Da Argo la flotta achea si portò ad Aulide, dove però le navi rimasero bloccate a causa di una persistente bonaccia. Interpellato a tale riguardo, Calcante rispose che essa era dovuta all'ira di Artemide, che si sarebbe placata solo se Agamennone le avesse sacrificato la figlia Ifigenia, la quale si trovava insieme alla madre a Micene. Agamennone acconsentì e per attirare la figlia ad Aulide senza destare sospetti né in lei né nella madre Clitennestra, pensò di addurre come pretesto la sua volontà di darla in sposa ad Achille.
Quest'ultimo non era al corrente dell'inganno e quando ne venne a conoscenza decise di intervenire per salvare la giovane: Ifigenia però era già stata portata ad Aulide. Achille cercò di opporsi, ma i soldati gli si sollevarono contro, minacciando di lapidarlo. Quando arrivò l'ora del sacrificio con Ifigenia rassegnata al suo destino per il bene del paese, la lama calò su di lei ma al suo posto colpì un cervo mentre la fanciulla fu portata via, in salvo, da Artemide (Euripide, Ifigenia in Aulide). Secondo altre versioni l'eroe, per ordine della stessa Artemide e straziato dalle lacrime di Clitennestra, intervenne durante il sacrificio, salvando la giovane e conducendola in Scizia. Secondo Tzetze, Achille la sposò e da lei nacque Neottolemo.
Secondo quanto testimonia l'Odissea, durante un banchetto tenuto da Alcinoo, re dei Feaci, l'aedo Demodoco canta di una disputa sorta tra Odisseo e Achille: il primo esaltava la prudenza, mentre il secondo esaltava il coraggio. Agamennone, al quale Apollo aveva predetto che gli Achei avrebbero conquistato Troia allorché fosse subentrata la discordia tra le sue file, vide in questa discussione il presagio di una pronta vittoria.

### I primi nove anni di guerra

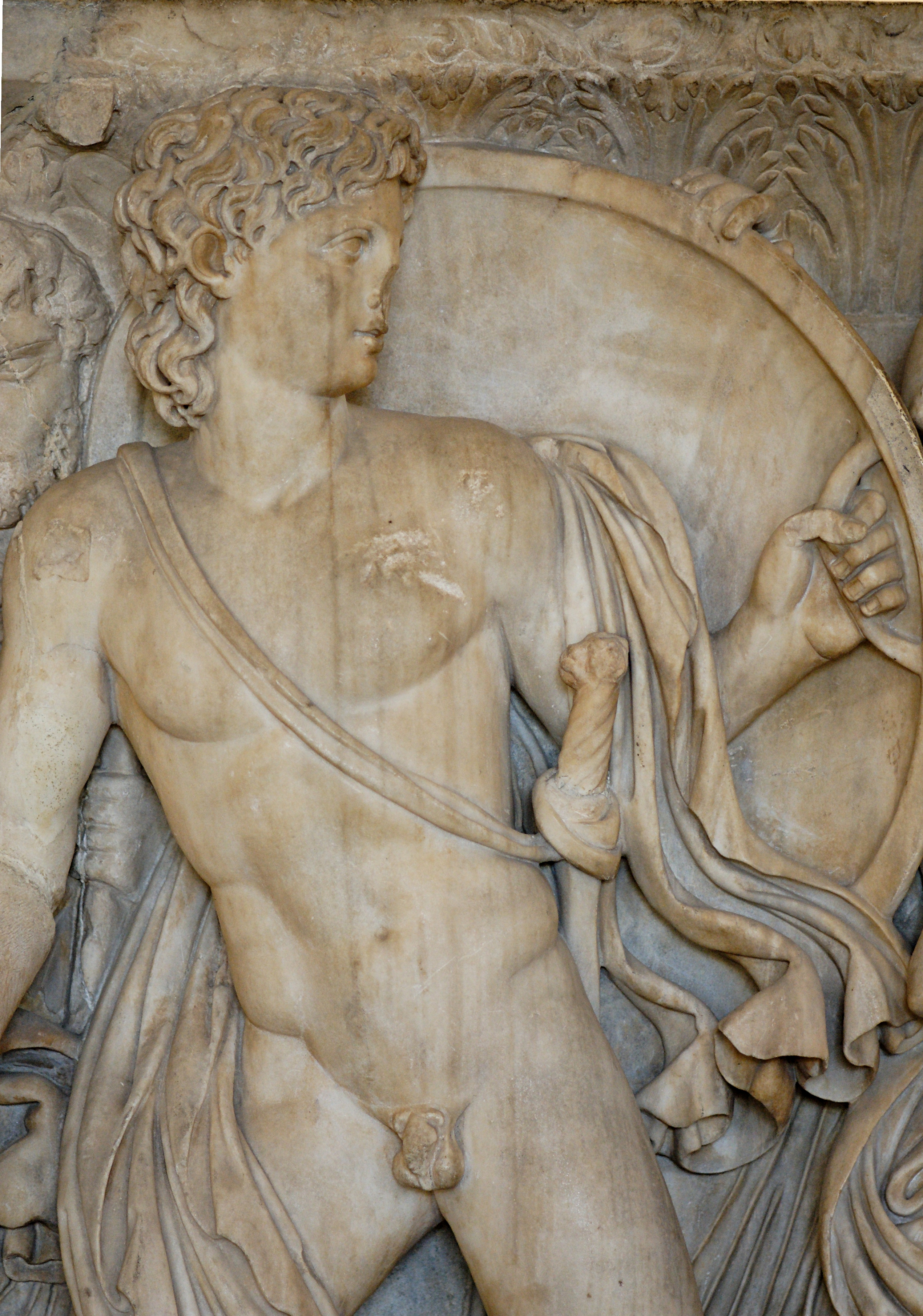
Achille nel palazzo di Licomede (Museo del Louvre)

Per nove anni gli Achei stazionarono davanti a Troia: l'Iliade però inizia il suo racconto a partire dal decimo anno di assedio. Pertanto le imprese relative ai primi nove anni o sono riportate come antefatti nel poema omerico o riguardano altri racconti che formano la ricca collana di leggende incentrate su Achille, la guerra di Troia e i suoi personaggi.
Finalmente ripresero a soffiare i venti e la flotta, seguendo le indicazioni di Telefo, giunse nell'isola di Tenedo. Quando le navi arrivarono in prossimità delle coste dell'isola, il re Tenete, dall'alto di un promontorio, iniziò a scagliare enormi massi sulle navi sottostanti. Achille, furente, si tuffò in mare e raggiunse a nuoto la riva: una volta davanti a Tenete, lo colpì con la lancia, trapassandogli il cuore. Achille quindi si addentrò nell'isola coi suoi Mirmidoni: qui affrontò Cicno (figlio di Poseidone), uccidendolo con un colpo alla nuca, suo unico punto vulnerabile. Durante il saccheggio notò Emitea, sorella di Tenete, innamorandosene perdutamente: la fanciulla fuggì come una cerbiatta, ma la terra si aprì sotto di lei, inghiottendola. In altre versioni, Tenete intervenne a difesa della sorella, venendo trafitto da Achille con la sua lancia mentre Emitea veniva risucchiata nelle viscere della terra. 
Accortosi troppo tardi di avere inavvertitamente compiuto la profezia contro la quale la madre lo aveva messo in guardia, ossia di non uccidere Tenete, Achille cercò di rimediare organizzando per Tenete funerali imponenti e, per punire il suo destino e castigare la negligenza che l'aveva condannato, uccise il servo Mincone che avrebbe dovuto impedire l'avverarsi della stessa profezia.
Ricordando il monito della madre e dell'indovino Calcante, che presagiva una morte certa a chi fosse sbarcato per primo sulla costa troiana, Achille esitò in attesa che a farlo fosse qualcun altro. Fu allora Protesilao a farsi avanti, cercando di infondere coraggio ai suoi compagni, terrorizzati dalla profezia. Appena messo piede a terra, Protesilao venne trafitto da un giavellotto: solo a quel punto Achille, seguito dai suoi Mirmidoni, scese a riva e si scagliò contro il padre di Tenete, Cicno, anch'egli alleato dei Troiani, figlio di Poseidone e di Arpalea, che era invulnerabile fatta eccezione per il collo. La rabbia dell'eroe acheo fu tale che, scendendo sulla terra ferma con un balzo fenomenale, fece sgorgare una sorgente: scatenatosi il duello, Achille colpì il nemico al volto e lo ricacciò indietro a colpi di scudo, fino a che Cicno inciampò e cadde. Achille, consapevole dell'invulnerabilità del nemico, che aveva fatto strage di oltre mille achei, lo sollevò a mezz'aria e lo strozzò con i cinturini del suo stesso elmo. Un'altra versione, in evidente contrasto con la precedente, afferma che Achille uccise Cicno scagliandogli una pietra al volto. In ogni caso Achille balzò sul cadavere e gli tagliò la testa issandola in cima alla punta di Vecchio Pelio, mostrandola ai Troiani: questi, atterriti, fuggirono, lasciando agli Achei la possibilità di allestire gli accampamenti sulla spiaggia che passò così sotto il controllo di Agamennone. Mentre Achille spogliava Cicno delle sue armi, Poseidone, tra lo stupore dell'eroe acheo, lo fece svanire dalle sue mani: il dio del mare, addolorato per la perdita di uno dei suoi tanti figli prediletti, tra i più valorosi sul campo di battaglia, l'aveva reincarnato in un cigno immortale.

### Le incursioni di Achille

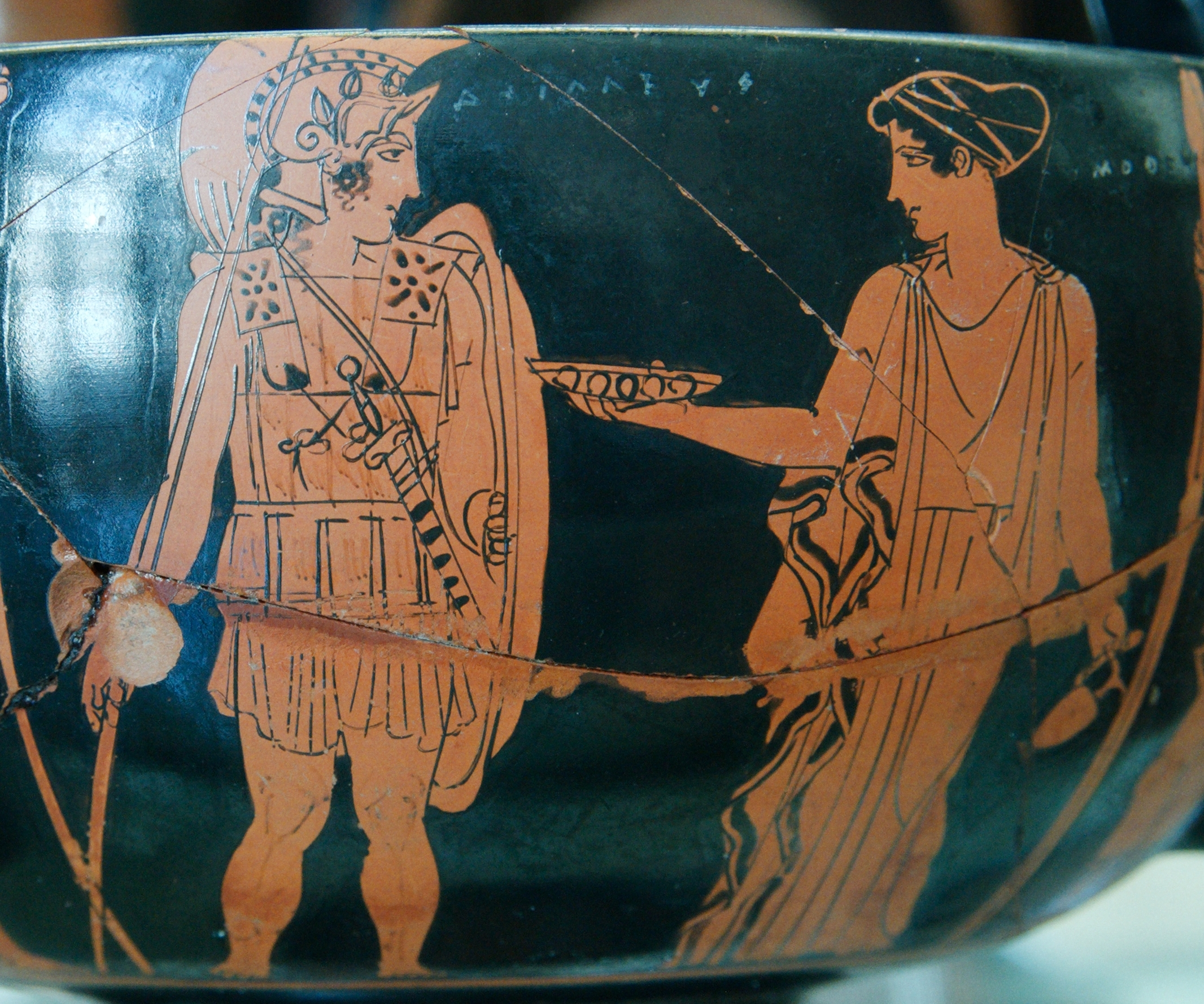
La Nereide Cimotea offre una fiala e un oinochoe ad Achille in armatura, del Pittore di Eretria. Particolare da un kantharos attico a figure rosse, 450-400 a.C. da Vulci (Parigi, Louvre).

Sconfitti i Teucri (altro nome con cui vengono designati i Troiani), che furono costretti alla ritirata, gli Achei allestirono i loro accampamenti intorno alla città di Troia e tirarono in secca la loro flotta.
Nel frattempo Achille operò con le sue truppe di Mirmidoni delle incursioni tese ad annientare le difese esterne della città. Insieme ai suoi uomini migliori preparò anche il saccheggio notturno all'interno della stessa città, riuscendo a penetrarvi e ad afferrare con la forza Licaone, figlio di Priamo, mentre era intento a potare un fico selvatico nel frutteto del padre. Achille gli balzò addosso e lo consegnò a Patroclo che lo portò a Lemno, dove venne venduto a Euneo. Dieci anni dopo Licaone fu riscattato da Eezione, re della Tebe di Cilicia. Licaone fu costretto a fuggire da lì dopo che i Greci conquistarono la Cilicia uccidendo il re: tornò dunque a Troia ma morì dopo soli dodici giorni, ucciso da Achille assetato di vendetta per la morte di Patroclo.
Insieme a Patroclo, Achille si inoltrò sul monte Ida, sapendo che lì Priamo teneva greggi e mandrie di buoi, custodite dai figli. Qui Achille si scontrò con Enea, che stava facendo pascolare liberamente il bestiame, facendo razzia degli animali: Enea non poté opporre alcuna resistenza, consapevole delle origini divine e della natura sovrumana dell'eroe acheo. Mentre gli animali venivano abbattuti o razziati e i mandriani, tra cui Mestore, uno dei figli di Priamo, venivano uccisi, Enea fuggì cercando rifugio in una città vicina. Achille in seguito catturò altri due figli di Priamo, Iso e Antifo, legandoli con funi di vimini e liberandoli solo su riscatto.
Enea trovò rifugio presso la città di Lirnesso. Zeus gli garantì "slancio ed agili gambe", proteggendolo dalla foga del Pelide e da Atena. Ma Achille, a capo di un gruppo di Mirmidoni, assediò la città alleata dei Troiani, costringendola in poco tempo alla resa: penetrò al suo interno e la saccheggiò. Achille uccise Minete, re dei Cilici, risparmiando la sua promessa sposa Ippodamia, meglio nota come Briseide. Ella era figlia di Brise, un sacerdote di Apollo che abitava a Lirnesso, il quale, alla vista della sua casa distrutta e della figlia rapita, si suicidò per il dolore. Briseide divenne schiava di Achille: Patroclo, per consolarla della morte del padre, le promise che avrebbe fatto in modo che l'eroe acheo la sposasse. Quando la città fu rasa al suolo Enea chiese aiuto agli dei e, sempre grazie a Zeus, scampò nuovamente alla morte rifugiandosi a Troia.

### Achille nell'Iliade

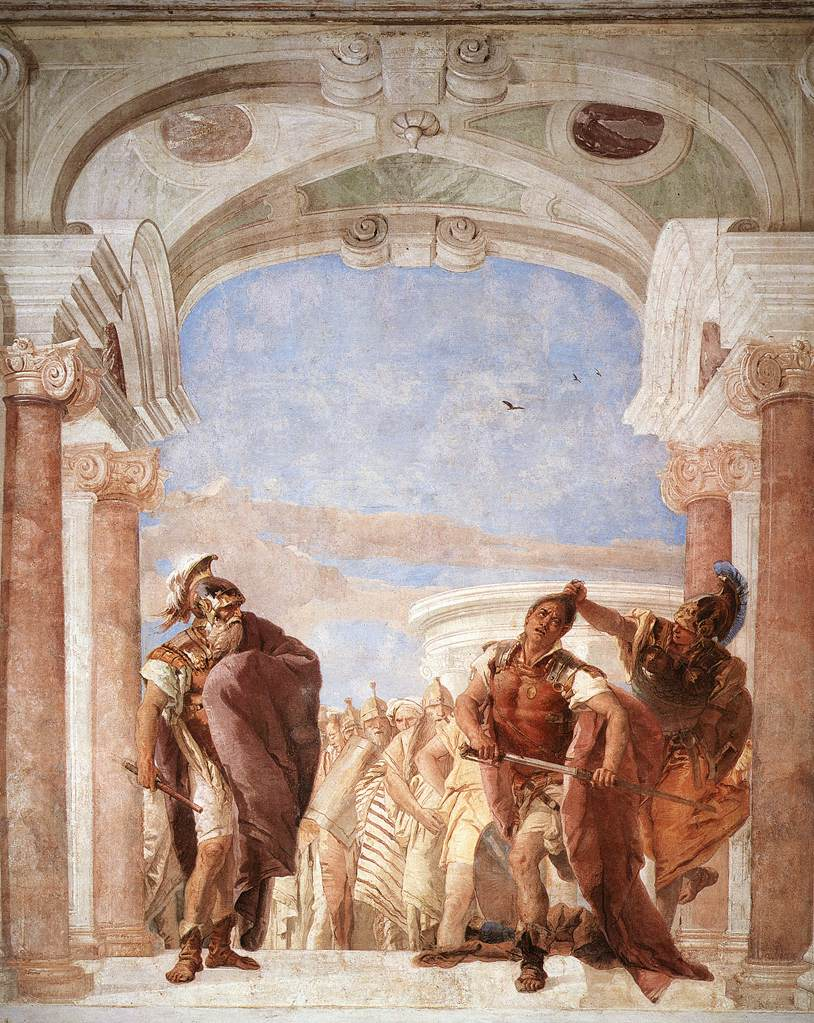
Giovanni Battista Tiepolo, Minerva trattiene Achille dall'uccidere Agamennone (1757) (Vicenza, Villa Valmarana)

Achille si può definire protagonista insieme a Ettore dell'Iliade, difatti compare già nel primo canto. Crise, padre di Criseide o Crisa e sacerdote di Apollo, dopo essersi recato da Agamennone per riscattare la figlia, venne insultato e cacciato in malo modo; ciò scatenò l'ira di Apollo che, per punirlo, provocò una grande pestilenza tra gli Achei, colpendo prima gli animali e poi gli uomini. L'indovino Calcante rivelò ad Agamennone che la pestilenza avrebbe avuto termine solo con la restituzione di Criseide; controvoglia Agamennone accettò, ma volle in cambio Briseide, schiava di Achille. Egli, furibondo, dapprima minacciò di tornare in patria, a Ftia, con i suoi soldati, i "Mirmidoni", successivamente decise di rimanere nell'accampamento e di non partecipare, con i suoi, alla battaglia. Fece ciò per recuperare la "timè", vale a dire l'onore, quantificato con il bottino ottenuto in guerra: egli non poteva tollerare l'offesa compiuta da Agamennone nei suoi confronti.
Senza Achille e il suo esercito di Mirmidoni tra le file achee i Troiani sembrarono prevalere: nel corso di una grande battaglia essi giunsero ad attaccare il campo acheo e a minacciare di dare fuoco alle navi. La situazione per gli Achei rischiò di precipitare ma Achille fu irremovibile: Patroclo, suo compagno e (secondo la tradizione classica post Omerica) amante, riuscì a convincerlo a lasciare che i Mirmidoni continuassero a combattere e ottenne di potere indossare le sue armi e la sua corazza. Achille acconsentì, avvertendolo di non avvicinarsi alle mura di Troia. Ma Patroclo, dopo avere respinto l'assalto all'accampamento, tentò più volte di scalare le mura, dove venne colpito e fermato da Apollo, ferito da Euforbo e infine ucciso da Ettore.
La morte del compagno indusse Achille a tornare nuovamente sul campo di battaglia: Teti fece preparare da Efesto una nuova armatura, poiché la sua, indossata da Patroclo, era finita nelle mani di Ettore. Achille riprese a combattere, cercando tra le schiere nemiche il principe troiano, deciso a ucciderlo. Quando lo vide lo sfidò a duello: solo l'intervento di Apollo salvò Ettore da morte sicura. Questo aumentò ancora di più la sua collera: Achille, non sapendo dove cercarlo, iniziò rabbiosamente a uccidere qualunque nemico gli capitasse a tiro, compiendo una strage. Tra le tante sue vittime vi furono il già citato Licaone e il giovane capo peone Asteropeo, dal quale fu però ferito a un braccio.
Finalmente Achille affrontò Ettore in duello e lo uccise con un colpo di lancia tra il collo e le spalle, nonostante la madre gli avesse predetto che alla morte dell'eroe troiano sarebbe ben presto seguita la sua. Per vendicare Patroclo, forò i tendini del tallone al corpo di Ettore e lo trascinò dietro al suo carro facendone scempio. Con l'aiuto di Ermes, Priamo si recò nel campo acheo per implorare la restituzione del corpo del figlio, cosa che Achille, mosso a pietà e su ordine di Zeus, concesse.

### Pentesilea

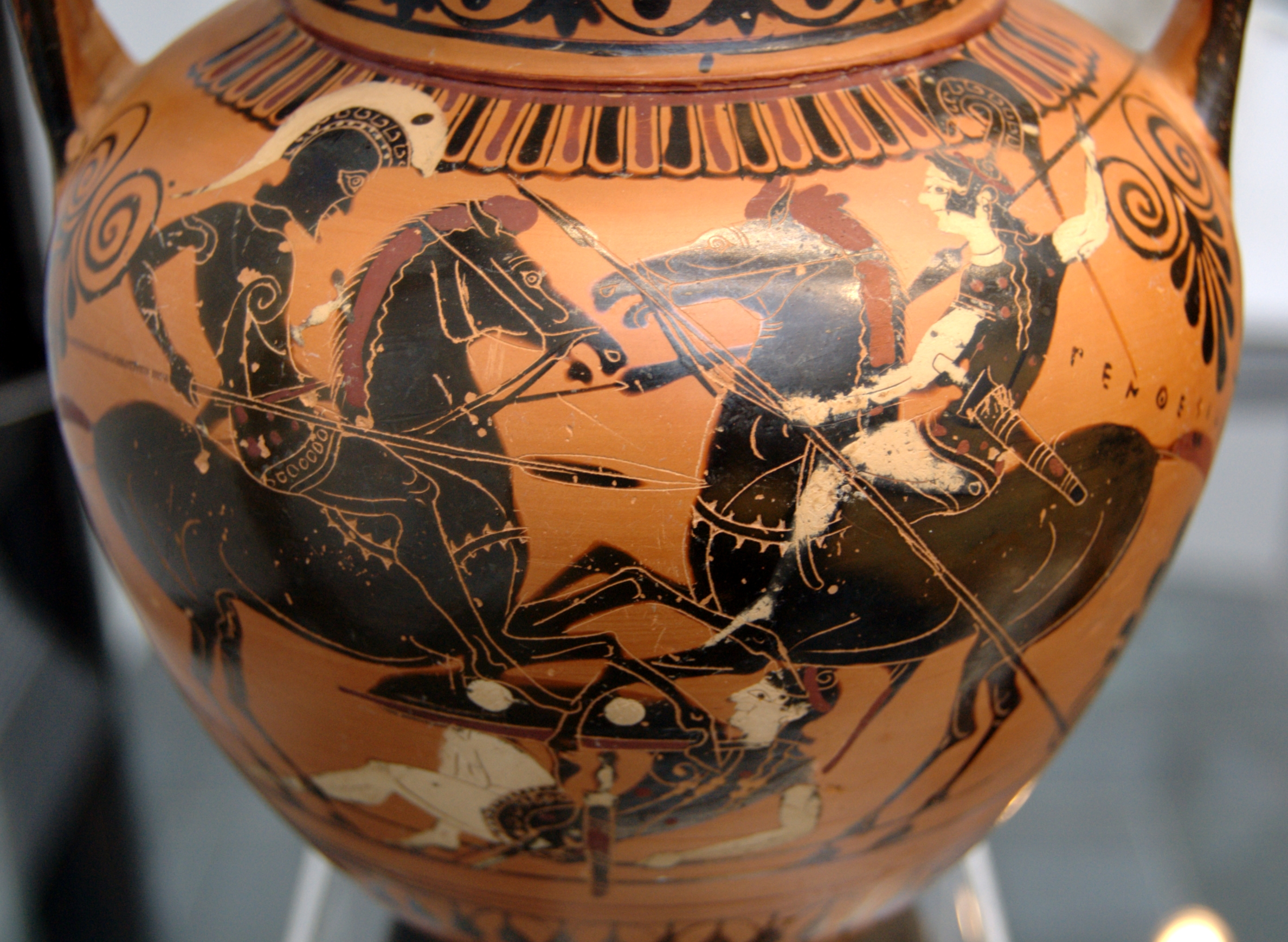
Ceramica greca a figure nere col combattimento tra Achille e Pentesilea

Molte leggende vedono come protagonista Achille fuori dall'Iliade la quale si chiude con la restituzione del corpo di Ettore al padre Priamo, re di Troia.
Anche dopo la morte di Ettore la guerra continuò e altri alleati giunsero in soccorso di Troia per sfidare Achille: tra essi Pentesilea, regina delle Amazzoni, che si scagliò contro Achille, venendo da lui uccisa e gettando nello sconforto l'eroe acheo, affascinato dalla sua avvenenza. Secondo il mito solo nel momento in cui la colpì al petto, rompendone l'armatura, Achille ne poté ammirare la bellezza: quando si accorse che la distrazione per la sua avvenenza gli stava per costare cara, si concentrò nuovamente nella lotta, uccidendola. Secondo un'altra fonte Pentesilea era stata maledetta da Artemide, che l'aveva condannata a essere violentata da chiunque ne vedesse il corpo o il viso; per questo la regina combatteva coperta da un'armatura e da un elmo che le copriva il volto. Dopo averla uccisa Achille la spogliò delle armi, com'era consuetudine, e, ammirandone la bellezza, non poté che innamorarsene e cedere al desiderio, possedendone il cadavere.
Mentre era addolorato davanti al corpo esanime di Pentesilea l'acheo Tersite lo derise: irritato dal suo atteggiamento Achille lo colpì con un pugno, uccidendolo all'istante.

### Memnone
Dopo la morte di Patroclo, Achille vendicò anche quella di Antiloco, che era stato ucciso da Memnone, il bellissimo re di Persia e di Etiopia, nonché nipote di Priamo per parte di padre. Il duello tra Achille e Memnone ricorda molto quello tra Achille ed Ettore per vendicare Patroclo, se si esclude il fatto che Memnone, a differenza di Ettore, era figlio di una dea, Eos, e dunque semidio come Achille. La lotta fu quindi particolarmente dura, con Achille che infine decapitò Memnone. Il vincitore volle rendere onore a Memnone guidando personalmente la cerimonia funebre, la stessa che riservò per Antiloco: i resti dei due eroi furono dunque bruciati insieme su un'unica pira. Una variante afferma che Achille uccise Memnone colpendolo sotto il collo (come aveva già dunque fatto con Ettore), e che Eos prese il corpo del figlio per portarlo in Etiopia.
Lo scontro tra Achille e Memnone costituiva l'episodio principale del poema epico Etiopide, facente parte del ciclo troiano, composto dopo l'Iliade probabilmente nel VII secolo a.C. e andato perduto, tranne che per alcuni frammenti sparsi riportati da autori di epoche successive.

### La morte
Come profetizzato da Ettore in punto di morte, Achille fu successivamente ucciso da Paride con una freccia diretta nel tallone destro, il suo unico punto vulnerabile (secondo Stazio). In altre versioni il dio Apollo guidò la freccia scagliata da Paride e in altre ancora si racconta che Achille, mentre scalava i cancelli di Troia, fu colpito dalla freccia avvelenata.
La morte di Achille, - per una freccia scagliata da Paride, incitato da Apollo, che a sua volta era stato pregato da Poseidone, - e la lite tra Aiace e Odisseo per la spartizione delle sue armi sono narrate anche da Ovidio nelle Metamorfosi, libro XII, 580-628.
Secondo diverse fonti, quando Achille fu trafitto mortalmente, Glauco, guerriero della Licia che combatteva a fianco dei Troiani, cercò di impossessarsi del suo cadavere: egli scagliò la sua lancia contro Aiace Telamonio, il quale proteggeva il corpo di Achille, ma essa riuscì solo a scalfire lo scudo senza che gli penetrasse nella pelle. Aiace, a sua volta, gli scagliò contro la sua lancia, ferendolo mortalmente e poi, roteando la sua immensa ascia, tenne lontano i Troiani, dando modo a Odisseo di caricare Achille sul suo carro e di portarlo via.
Nell'Etiopide, attribuita ad Arctino di Mileto, Achille dopo la sua morte viene rappresentato come ancora vivente sull'Isola dei Serpenti presso la foce del Danubio.
Un'altra versione sulla morte di Achille narra che egli si innamorò perdutamente della principessa troiana Polissena e chiese a suo padre, Priamo, di poterla sposare. Priamo era consenziente, perché ciò avrebbe significato la fine delle ostilità con gli Achei o, almeno, il cambio di campo da parte dell'eroe. Ma mentre Priamo era impegnato nei preparativi per il matrimonio, Paride, che avrebbe dovuto rinunciare a Elena se Achille avesse sposato la sorella, nascosto dietro ai cespugli, scagliò la freccia che avrebbe ucciso l'eroe acheo. Polissena venne poi sacrificata per placare l'ombra di Achille.
Achille venne cremato e le sue ceneri furono depositate nella stessa urna che conteneva quelle di Patroclo e di Antiloco, figlio di Nestore. La presunta tomba di Achille sull'Ellesponto veniva ancora visitata dai viaggiatori in epoca storica.
Nell'Odissea, Ulisse scende nell'Ade per consultare l'ombra dell'indovino Tiresia, e incontra diversi personaggi tra cui Achille (assieme ad Agamennone e Aiace), che loda come felice per essere stato come un dio tra i vivi ed essere un re fra i morti. Ma Achille risponde solo con parole di rimpianto per la vita:
"Non mi volere, Ulisse divino, lodare la morte:

vorrei, sopra la terra vivendo, esser servo d'un altro,

d'un uom privo di beni, che anch'egli stentasse la vita,

piuttosto che regnare su tutta la turba dei morti".»
(Omero, Odissea, libro XI, 431-435, traduzione di Ettore Romagnoli)
Chiede poi di conoscere le sorti di suo padre Peleo e di suo figlio Neottolemo.
se tuttavia si lancia per primo dove arde la pugna,

o se caduto è già. Di Pelèo senza macchia, se sai,

parlami, se dei forti Mirmídoni regge le schiere,

o se l'onor sovrano gli negano in Èllade e in Ftia,

perché già la vecchiaia le mani ed i piedi gli fiacca.»
(ibidem, vv. 436-441)
Ulisse gli racconta le imprese del figlio, poi si congeda da lui.

### Il destino dell'armatura di Achille
L'armatura di Achille fu oggetto di disputa tra Odisseo e Aiace Telamonio, che se la contesero tenendo dei discorsi sul perché ognuno di essi dovesse essere considerato il più coraggioso dei soldati achei dopo Achille e quindi meritevole della sua armatura: alla fine, fu assegnata a Odisseo, ritenuto più utile ai fini della vittoria, grazie alla sua astuzia e alla sua retorica. Furibondo per l'ingiustizia Aiace maledisse Odisseo, scatenando l'ira della dea protettrice di quest'ultimo, Atena, la quale fece diventare Aiace temporaneamente pazzo: egli cominciò a uccidere delle pecore, scambiandole per i compagni che lo avevano deriso. Quando ritornò in sé Aiace per la vergogna si uccise.
Successivamente Odisseo diede l'armatura a Neottolemo, figlio di Achille.
Una reliquia, ritenuta la lancia di Achille dalla testa di bronzo è stata conservata per secoli in un tempio di Atena sull'acropoli (la parte più alta) della città di Faselide, nella Licia. La città fu visitata nel 333 a.C. da Alessandro Magno che si identificò come il nuovo Achille (in quanto la sua famiglia materna si riteneva discendente diretta di Molosso, il figlio di Neottolemo e Andromaca), portando con sé l'Iliade, ma i suoi biografi di corte non menzionano la lancia che il re macedone non avrebbe potuto fare a meno di toccare in preda all'emozione. Della lancia fa menzione Pausania il Periegeta nel II secolo d.C.

## Vittime di Achille

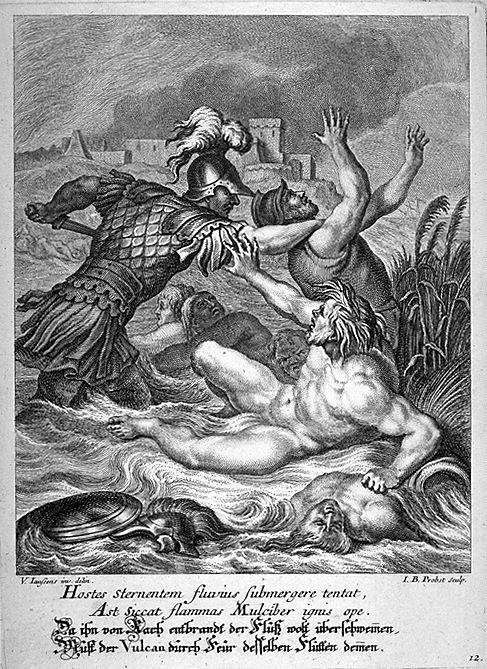
Achille provoca strage tra i compagni di Asteropeo sulle rive del fiume Scamandro (la divinità del fiume è sdraiata, al centro: in basso a destra il cadavere di Asteropeo sparisce tra i flutti). Miniatura del XVIII secolo, opera di Johann Balthasar Probst.

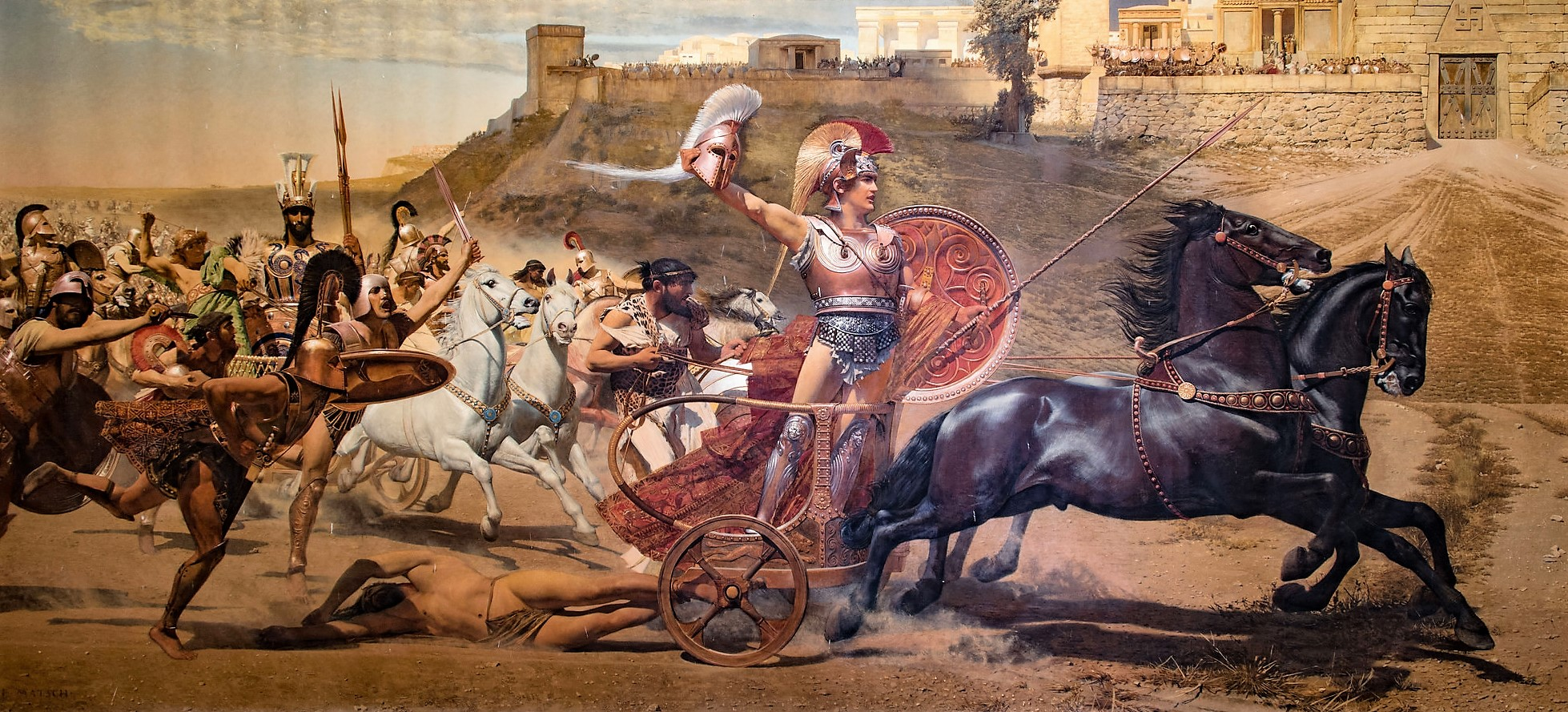
Achille trascina il corpo senza vita di Ettore attorno a Troia. Affresco della fine del XIX secolo nel palazzo dell'Achilleion a Corfù, in Grecia.

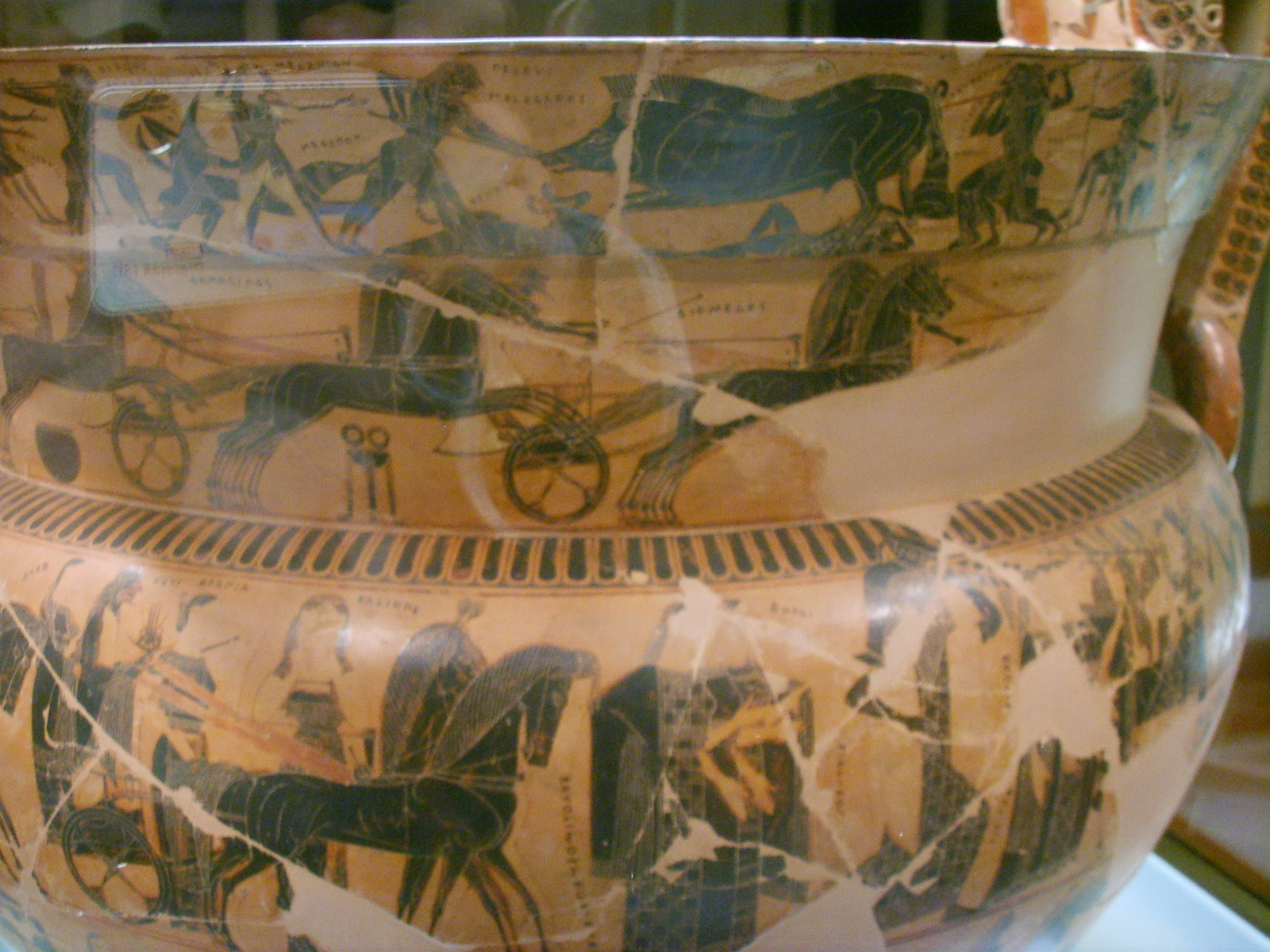
Vaso François, L'agguato di Achille a Troilo, cratere a figure nere, 570 a.C., da Vulci (Firenze, Museo Archeologico)

1. Asteropeo: un valoroso condottiero peone, compagno di lotta di Sarpedone. Figlio di Pelegone, a sua volta figlio del dio fluviale Assio e di Peribea (i Peoni erano una popolazione della Macedonia). Fu colpito al ventre dalla lancia di Achille e gettato agonizzante nel fiume Scamandro[4] con tutte le viscere sparpagliate sulla riva, perché rimanesse insepolto.
2. Sette guerrieri peoni, compagni di Asteropeo, uccisi dal Pelìde tramite taglio della gola e poi gettati dentro il fiume Scamandro: Enio, Astipilo, Mneso, Trasio, Midone, Ofeleste, Tersiloco.
3. Pentesilea, regina delle Amazzoni: venne ferita a morte da Achille, che s'innamorò di lei dopo averle tolto la vita. Secondo un'altra versione fu Pentesilea stessa a uccidere Achille dopo averlo respinto diverse volte dalle mura di Troia, ma Achille ritornò in vita a causa di un incantesimo effettuato da Zeus, su supplica di Teti, cosicché l'eroe poté ucciderla, dopo aver ingaggiato nuovamente il duello, e spogliarla dell'armatura.
4. Le guerriere amazzoni Antibrote, Armotoe, Polemusa, Ippotoe e Antandra.
5. Dardano: omonimo del fondatore di Troia, figlio del vecchio troiano Biante, ucciso sul suo carro insieme al fratello Laogono. Laogono fu finito con ripetuti colpi di lancia al corpo (ma non sono specificati i punti precisi dove Achille colpisce il suo nemico), Dardano con un colpo di spada (non specificato anche qui il punto preciso dove colpisce).
6. Demoleonte: figlio di Antenore, il vegliardo troiano, colpito alla tempia dalla lancia di Achille.
7. Ippodamante: giovane guerriero troiano che combatteva sul cocchio di Demoleonte. Colpito al dorso con la lancia mentre, sceso dal carro, stava tentando di fuggire.
8. Demuco: prode guerriero troiano, figlio del vecchio Filetore. Colpito dapprima al ginocchio con la lancia e poi finito con un colpo mortale di spada (anche qui non è specificato con precisione il punto del corpo dove lo colpisce a morte).
9. Driope: guerriero troiano, colpito alla gola con la lancia.
10. Deucalione: guerriero troiano al quale venne riservata la sorte più macabra: dapprima Achille lo colpì con la lancia scagliata al gomito, nella conversione dei tendini, facendolo entrare in agonia; per finirlo lo colse di spada al collo, staccandogli di netto il capo e dal busto di lui fece schizzare in aria il midollo, che ricadde poi al suolo.
11. Mulio: guerriero troiano, ebbe le orecchie trapassate da un'asta.
12. Ettore: il più nobile guerriero troiano. Achille lo uccise per vendicare la morte del caro amico Patroclo. Lo uccise lanciando la sua ascia nell’unico punto scoperto della sua armatura, ovvero la gola, lasciando però la trachea intatta in modo che potesse dire le sue ultime parole. Dopodiché lo legò a un carro, forandogli crudelmente i tendini dei talloni, e lo trascinò nella polvere da Troia fino all'accampamento degli Achei.[41]
13. Ipponoo: guerriero troiano, Achille lo accecò con la sua lancia. In un lago di sangue, la punta dell'asta gli svuotò le palpebre, private delle pupille che caddero nella polvere.[42]
14. Licaone: figlio di Priamo e Laotoe. Fu colpito a morte tra collo e clavicola con la spada e poi gettato nel fiume Scamandro, per impedire le onoranze funebri da parte dei suoi cari.
15. Mestore: figlio di Priamo.
16. Polidoro: il più giovane dei figli di Priamo. Come Licaone, aveva per madre Laotoe. Fu raggiunto da un'asta da tergo, nel punto in cui si incrociano le cinghie che difendono la parte bassa della schiena.
17. Troilo: figlio di Priamo e di Ecuba. Alcune fonti riferiscono che il giovane sia stato decapitato presso il tempio di Apollo Timbreo, ma più probabilmente Troilo perse la vita in battaglia per mano dello stesso Pelide dato che nell'Iliade suo padre Priamo, mentre ricorda tristemente tutti i figli perduti nel conflitto,[43] lo definisce "furia di guerra". Lo stesso Virgilio segue la versione che vuole Troilo perito in battaglia: nel primo libro dell'Eneide, lo scontro tra Achille e il principe troiano si trova posto in una raffigurazione nel tempio di Cartagine e vede affrontarsi i due protagonisti a bordo dei rispettivi cocchi: il giovinetto inoltre non muore decapitato, ma colpito da una lancia del nemico, e il suo corpo, che nella caduta dal carro vi è rimasto in parte attaccato, finisce trascinato insieme a esso per tutto il campo di battaglia dai cavalli imbizzarriti: una morte molto simile a quella del giovane paflagone Midone nell'Iliade. Ditti Cretese, infine, inserisce Troilo tra i dodici giovani troiani fatti prigionieri da Achille e da lui sgozzati sul rogo di Patroclo.
18. Echeclo: giovanissimo guerriero troiano. Era figlio di Agenore. Ebbe spaccato in due il cranio da un potente colpo di spada.
19. Eezione: re di Tebe di Cilicia, ucciso da Achille mentre questi saccheggiava la sua città. Egli era padre di Andromaca e anche di Pode, ucciso da Menelao.
20. sette fratelli di Andromaca durante i primi nove anni di guerra, dopo la morte del padre Eezione.
21. Epistrofo: un fratello di Minete abitante a Lirnesso e figlio di Eveno.
22. Ifitione: capitano di un grande contingente di Meoni, figlio di Otrinteo e di una Naiade. Achille, ritornato nel campo di battaglia per vendicare la morte di Patroclo, ucciso da Ettore, si scagliò innanzitutto contro Ifitione, che gli veniva incontro, e gli gettò in viso la lancia che, con forza penetrò nel cervello e lo divise in due parti dentro l'elmo di bronzo.
23. Memnone: re degli Etiopi e dei Persiani, il quale giunse con un grande esercito per difendere Troia. Memnone era figlio di Eos e di Titone. Il padre Titone era figlio di Laomedonte e fratello di Priamo. Achille, alla notizia della morte del suo amico Antiloco, ucciso da Memnone, si gettò ad affrontare il grande nemico e, riuscito a raggiungerlo dopo essere stato oggetto di qualche graffio al petto, lo decapitò con la spada. Rese poi omaggio a Memnone guidando personalmente la cerimonia funebre, al termine della quale gettò i suoi resti sul rogo di Antiloco. Secondo una variante, Achille uccise Memnone colpendolo sotto il collo.
24. Menete: un guerriero della Licia, alleato dei Troiani.
25. Mente e Talio: guerrieri etiopi nello schieramento di Memnone.
26. Minete: re della città di Lirnesso, che venne saccheggiata da Achille. Morto Minete, Achille ne rapì la moglie, Briseide.
27. Rigmo: un giovane condottiero della Tracia, alleato dei Troiani, figlio di Piroo (anch'egli ucciso a Troia, da Toante). Fu colpito al ventre con l'asta e gettato a terra dal cocchio su cui si trovava.
28. Areitoo: lo scudiero e auriga di Rigmo, colpito alla schiena e fatto sbalzare dallo stesso carro del suo signore.
29. Trambelo: quest'uomo era detto figlio di un certo Telamone, omonimo dunque del padre di Aiace. Egli resistette all'invasione di Achille a Lesbo.
30. Troo Alastoride: arresosi spontaneamente, cercò di supplicare Achille di lasciarlo in vita perché era troppo giovane per morire; ma Achille lo pugnalò al fegato, che schizzò fuori dal corpo: quindi lasciò Troo sul terreno mentre esalava l'ultimo respiro.
31. Ennomo: condottiero e augure dei Misi, non riuscì a prevedere la propria morte per mano di Achille, che dopo averlo ucciso gettò il suo cadavere nello Scamandro.
32. Cicno: figlio di Poseidone, eroe invulnerabile ucciso dall'acheo dopo essere riuscito a soffocarlo con i cinturini del suo stesso elmo durante i primi anni di guerra. Achille, dopo averlo ucciso, lo decapitò con la spada e issò la sua testa in cima a Vecchio Pelio; tuttavia, mentre cercava poi di spogliarlo delle armi, il padre Poseidone lo fece reincarnare in un cigno immortale, come rimpianto per la perdita di uno dei suoi figli più forti e valorosi in battaglia.
33. Pileo: capo dei Pelasgi.
34. Tenete, figlio di Cicno e re di Tenedo. Ucciso con un colpo di lancia alla nuca, suo unico punto vulnerabile.
35. Dodici giovani guerrieri troiani presi a caso nello Scamandro e gettati sul rogo di Patroclo con le armi e tutto.
36. Dodici guerrieri troiani che Achille uccise indirettamente, quando minacciava i nemici di tornare a combattere urlando dal fossato; la sua voce giunse nella piana di Troia e, per lo sgomento, questo guerrieri si trafissero involontariamente con le loro armi da lancio.

Achille uccise quindi 77 nemici in totale durante il corso della guerra di Troia.

## Il rapporto tra Achille e Patroclo

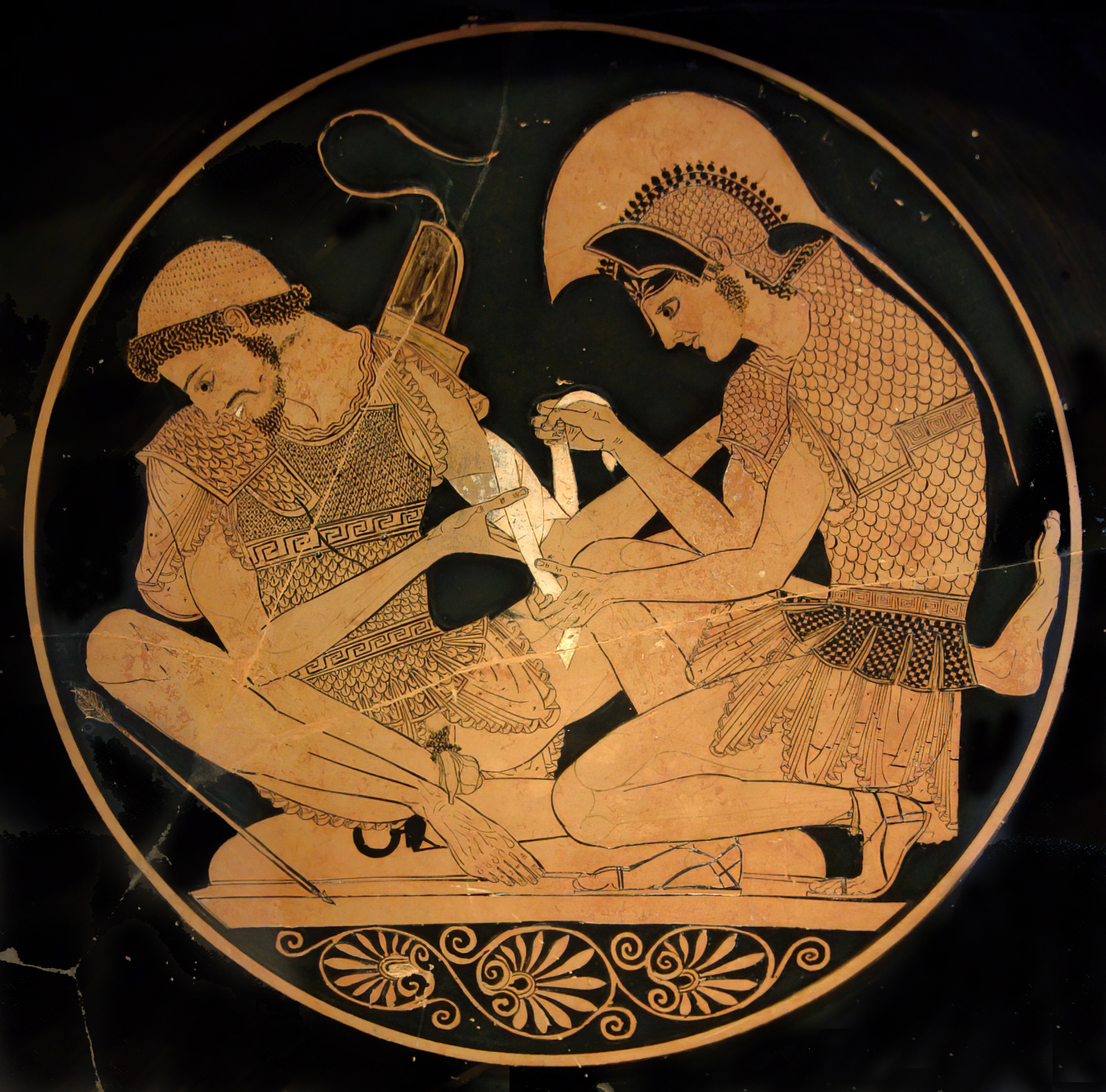
Achille benda Patroclo, pittura vascolare di Sosia, inizio V secolo a.C., Berlino, Staatliche Museen

Il rapporto tra Achille e Patroclo è uno degli elementi chiave dei miti associati alla guerra di Troia: quale sia stata la sua effettiva natura e fino a che punto si sia spinto questo stretto legame tra i due eroi è stato oggetto di controversie nei tempi moderni, anche se ci sono state fonti di poeti che narravano del loro legame.
L'attaccamento di Achille a Patroclo è un archetipico legame maschile che si verifica altrove nella cultura greca: il mitico Damone e Pizia, il leggendario Oreste e Pilade, e gli storici Armodio e Aristogitone sono coppie di compagni che affrontano volentieri il pericolo e la morte l'uno accanto all'altro. Nell'Oxford Classical Dictionary, David M. Halperin scrive: Omero, a dire il vero, non ritrae Achille e Patroclo come amanti, sebbene alcuni ateniesi classici pensassero che lo implicasse Eschilo; Platone Simposio; Eschine Contro Timarco.
Nell'Iliade, i due hanno una profonda ed esclusiva relazione: Achille si dimostra esser sempre molto tenero e preoccupato nei confronti del compagno d'armi, quando invece si dimostra spietato, insensibile e arrogante con tutti gli altri, siano essi nemici o alleati. I commentatori dell'epoca classica hanno facilmente tradotto il rapporto esistente tra i due attraverso la lente interpretativa della propria cultura.
Ad Atene, durante il V secolo a.C., il rapporto è stato spesso e volentieri considerato alla luce tradizionale della pederastia pedagogica. Nella tragedia perduta di Eschilo, dedicata all'eroe, il poeta indica la relazione tra i due guerrieri come esplicitamente sessuale, e assegna ad Achille il titolo di erastes e protettore: in un frammento superstite, l'eroe parla di una "unione devota delle cosce", indicando con tale termine il sesso intercrurale, quello utilizzato maggiormente nelle relazioni pederastiche.

## Le ferite di Achille
La leggenda dell'invulnerabilità di Achille non è riscontrabile nei poemi omerici, ma è attestata molto più tardi nell'epopea incompiuta di Publio Papinio Stazio. Nella guerra di Troia gli unici mortali che poterono vantarsi di aver ferito Achille, anche se leggermente, furono i seguenti:
- Eleno, figlio di Priamo e fratello di Ettore, salvò quest'ultimo interponendosi tra lui e Achille nei primi scontri in campo aperto e ferì l'eroe acheo al polso con una freccia scoccata dall'arco d'avorio donatogli personalmente dal dio Apollo (Tolomeo Efestione).
- Asteropeo, il giovane condottiero peone alleato dei Troiani, le cui estreme gesta sono raccontate nell'Iliade. Non temette le stragi seminate da Achille dopo la morte del compagno Patroclo, ma affrontò l'eroe apertamente, mettendolo sulle prime in serie difficoltà. Essendo ambidestro, Asteropeo cercò di colpire l'avversario scagliando due lance contemporaneamente, una delle quali ferì Achille al gomito (Omero, Iliade, libro XXI, versi 147 ss.).
- Ettore secondo quanto narra Omero non inflisse mai danni fisici al Pelide: ma stando a un'altra fonte il troiano riuscì a sorprendere Achille nel loro ultimo scontro aperto trafiggendolo al femore con la lancia (Darete, 24).

Nell'Iliade, dunque, non vi sono feritori di Achille all'infuori di Asteropeo, destinato però a cadere sotto la spada del Pelide in quello stesso scontro.

## Iconografia
Sono moltissime e svariate le immagini di Achille, la cui descrizione è tramandata da fonti scritte e soprattutto dipinte. Fra gli episodi più celebri in cui è protagonista l'eroe, si ricordano:
- il giovane Achille istruito dal centauro Chirone, raffigurato in un affresco di Pompei;
- Ulisse che ritrova Achille nell'isola di Sciro, nascosto tra le figlie di re Licomede, scena raffigurata in alcuni mosaici, sarcofaghi e in un affresco di Pompei;
- Achille in riva al mare, che riceve le sue armi, forgiate da Efesto, dalla madre Teti; 
- Achille irato che si scaglia contro Agamennone, trattenuto da Atena, raffigurato da Tiepolo a Villa Valmarana (VI);
- Achille che consegna la sua schiava Briseide ai messi di Agamennone, raffigurato in un affresco di Pompei;
- Achille che trascina il cadavere di Ettore, e il re Priamo che supplica l'eroe acheo per riavere il corpo del figlio morto, raffigurato in un mosaico di epoca tarda in Inghilterra;
-Achille che uccide Pentesilea, la regina delle Amazzoni, alleata dei troiani, raffigurato  in diversi vasi greci;
-l'agguato di Achille al giovane principe troiano  Troilo, rappresentato in una tomba etrusca e anche nel vaso François conservato al Museo Archeologico Nazionale di Firenze, ma proveniente da Vulci.

## Approfondimenti
L'episodio di Teti e Peleo relativo al conseguimento dell'invulnerabilità di Achille ripete quello di Demetra e Persefone. La dea, nel suo peregrinare alla ricerca della figlia Persefone, chiese e ottenne ospitalità presso Metanira e, per ringraziarla, cercò di renderle immortale il figlio mettendolo sul fuoco, analogamente a quanto raccontato in una delle due versioni relative all'invulnerabilità di Achille: anche qui la donna, spaventata da quella visione, si mise a urlare, interrompendo il processo.
L'altra leggenda legata all'invulnerabilità di Achille, l'immersione nello Stige, sembra essere di origine tardo-latina, come hanno sostenuto diversi mitografi moderni.
Una leggenda racconta che Achille fondò nel 1181 a.C. la città di Chieti, e che la chiamò Teate in onore di sua madre. Anche se si tratta solo di una leggenda, l'eroe omerico è rappresentato nello stemma del Comune su un cavallo rampante, mentre regge una lancia e uno scudo su cui è raffigurata una croce bianca su campo rosso con quattro chiavi, che rappresentano le quattro porte d'ingresso della Chieti medievale (Porta Sant'Anna, Porta Santa Maria, Porta Napoli e Porta Pescara).

## Nella letteratura e nelle arti moderne

### Film importanti
Achille è stato interpretato nei seguenti film e serie televisive:
- il film Helena del 1924 da Carlo Aldini;
- il film del 1954 Ulisse da Piero Lulli;
- il film del 1956 Elena di Troia da Stanley Baker;
- il film del 1961 La guerra di Troia da Arturo Dominici;
- il film del 1962 L'ira di Achille da Gordon Mitchell;
- la miniserie televisiva del 1997 L'Odissea da Richard Truett;
- la miniserie televisiva del 2003 Helen of Troy - Il destino di un amore da Joe Montana;
- il film del 2004 Troy da Brad Pitt;
- l'anime del 2017 Fate/Apocrypha da Yūichirō Higashide, della Type-Moon;
- la serie TV del 2018 Troy - La caduta di Troia da David Gyasi.
- Il libro del 2011 La canzone di Achille scritto da Madeline Miller

## Influenza culturale
Ad Achille è intitolato il cratere Achilles su Teti.